# Střítež (ort i Tjeckien, lat 49,68, long 18,57)
Střítež är en ort i Tjeckien. Den ligger i den östra delen av landet, 300 km öster om huvudstaden Prag. Střítež ligger 359 meter över havet och antalet invånare är 984.
Terrängen runt Střítež är platt norrut, men söderut är den kuperad. Terrängen runt Střítež sluttar norrut. Runt Střítež är det tätbefolkat, med 442 invånare per kvadratkilometer. Närmaste större samhälle är Třinec, 7,3 km öster om Střítež. Omgivningarna runt Střítež är en mosaik av jordbruksmark och naturlig växtlighet.